# احمد یاسر (بازیکن فوتبال، زاده ۱۹۹۱)
احمد یاسر (انگلیسی: Ahmed Yasser؛ زادهٔ ۲۷ نوامبر ۱۹۹۱) بازیکن فوتبال اهل مصر است.